# Fonola Dischi
Fonola Dischi è un'antica casa ed etichetta discografica italiana con sede attuale ad Arona. Il suo logo, costituito dalla scritta Fonola sovrastata da una maschera teatrale  è stato - dagli anni sessanta - la scritta Fonola in caratteri stampatello, sovrastata da una striscia inclinata a tre linee parallele, attraversata da un cerchio.

## Storia
Fondata nel 1929 con la denominazione Fonotecnica Fonola, o anche Elettro Fonola ed Electro Records - loghi riportati sui dischi a 78 giri - ha successivamente, con l'adozione del 45 giri,  mutato nome in Fonola. Nel corso degli anni ha creato - per periodo più o meno lunghi - una nutrita serie di etichette: Astra, Astras Recorda, Canzoni Patriottiche, City Record, Le Canzoni Del Passato, Mariner Record, Melodie D'Altri Tempi, Melody, Phonophon, Texas, Tiger, Vecchia Milano.
Il suo catalogo storico è stato rivolto essenzialmente alla musica popolare e alla cultura della tradizione regionale folk, ballo liscio e musica da ballo in genere.
Ha avuto un periodo di particolare notorietà negli anni sessanta con la pubblicazione di album discografici contenenti cover eseguite da cantanti poco conosciuti di brani eseguiti al festival di Sanremo. Negli anni settanta pubblicò alcune sigle di cartoni animati, fra cui quella di Capitan Harlock.
Per molti anni la sede è stata in via Ariberto 21 a Milano, per poi trasferirsi in via Leopardi 25. Successivamente, l'attività si è spostata ad Arona.

## Repertorio
I titoli attualmente in repertorio sono circa 700 ed includono - oltre a parte del catalogo storico ( Enrico Musiani e Sabrina Musiani, Franco Trincale, Claudio Villa, Peppino di Capri)  - gruppi ed artisti più recenti come I Girasoli, I Cantamilano, i Longobardeath.

## Artisti
Fra i musicisti fisarmonicisti bandleader di orchestre di ballo liscio - molte delle quali conosciute per la loro attività collegata a radio locali come Radio Zeta, operativa nel nord Italia - scritturate dall'etichetta figurano, fra le altre, quelle di Franco Bagutti, Matteo Tarantino, Franco Bastelli, Pietro Galassi, Omar Codazzi, Katty Piva, Mauro Levrini, Ringo Story, Michele Rodella.
Fra gli artisti che fanno o che hanno fatto parte della scuderia Fonola vi sono:
- Clem Sacco
- Guidone
- Gerardo Carmine Gargiulo
- Michelangelo Verso
- Italo Salizzato
- Felix Cameroni
- Mario Piovano
- Le Mondine

## I dischi pubblicati
Per la datazione ci siamo basati sull'etichetta del disco, o sul vinile o, infine, sulla copertina; qualora nessuno di questi elementi avesse una datazione, ci siamo basati sulla numerazione del catalogo; se esistenti, abbiamo riportato oltre all'anno il mese e il giorno (quest'ultimo dato si trova, a volte, stampato sul vinile).

### 78 giri
| Numero di catalogo | Anno | Interprete                      | Titoli                                           |
| ------------------ | ---- | ------------------------------- | ------------------------------------------------ |
| 6431               | 195? | Nino Ginex                      | Bongo, Bongo, Bongo (Civilization)/Clopen Clopam |
| 6506               | 195? | Mary Pearl                      | Dolce Francia/Non è colpa mia                    |
| 6673               | 195? | Piero Bonfanti                  | Arrotino/Zingarella                              |
| 7238               | 1957 | Ruggero Oppi e il suo quintetto | Piccolissima serenata/Calypso italiano           |
| 7239               | 1957 | Ruggero Oppi e il suo quintetto | Domenica è sempre domenica/Non so dir            |
| 7240               | 1957 | Ruggero Oppi e il suo quintetto | La più bella del mondo/Mandolino serenata        |

### EP
| Numero di catalogo | Anno | Interprete                      | Titoli                                                                       |
| ------------------ | ---- | ------------------------------- | ---------------------------------------------------------------------------- |
| 4022               | 1957 | Ruggero Oppi e il suo quintetto | Oppi e il suo quintetto                                                      |
| 4025               | 1958 | Ruggero Oppi e il suo quintetto | Piccolissima serenata/Calypso italiano/Domenica è sempre domenica/Non so dir |
| 4026               | 1958 | Ruggero Oppi e il suo quintetto | La più bella del mondo/Mandolino serenata/Only You/Lucianella                |

### 45 giri
| Numero di catalogo | Anno | Interprete                                                                                     | Titoli                                                                                          |
| ------------------ | ---- | ---------------------------------------------------------------------------------------------- | ----------------------------------------------------------------------------------------------- |
| NP 7227            | 1957 | Ruggero Oppi e il suo quintetto                                                                | Come una volta/Ali ali ali                                                                      |
| NP 7228            | 1957 | Ruggero Oppi e il suo quintetto                                                                | Lisboa antigua/Vogliamoci tanto bene                                                            |
| NP 604             | 1960 | Michelangelo Verso                                                                             | Saridda/Caritteri 'nnammuratu                                                                   |
| NP 1012            | 1960 | Ruggero Oppi e il suo quintetto                                                                | Domenica è sempre domenica/Vogliamoci tanto bene                                                |
| NP 1081            | 1960 | William                                                                                        | Cumparsita/Silencio                                                                             |
| NP 1120            | 1961 | Graziella Delfino                                                                              | Non farmi piangere/John Barleycorn (Birra e Whisky)                                             |
| NP 1160            | 1961 | Giancarlo Zucchi                                                                               | Tango giallo/Sull'ascensore                                                                     |
| NP 1194            | 1961 | Marco Antony                                                                                   | Flamenco rock/Il pullover                                                                       |
| NP 1195            | 1961 | Marco Antony                                                                                   | Cha cha China/Soldi soldi soldi                                                                 |
| NP 1256            | 1962 | Tony Verga                                                                                     | Scherzando/Capricciosa                                                                          |
| NP 1270            | 1962 | Giuliana Milan                                                                                 | Fiori d'arancio/Tanti auguri                                                                    |
| NP 1279            | 1962 | Tony Verga, Campione Italiano Fisarmonica 1960                                                 | La mazurka di Luisa/Spericolata                                                                 |
| NP 1292            | 1963 | Tony Verga                                                                                     | Aliante/Cesarina                                                                                |
| NP 1379            | 1963 | Tony Costante                                                                                  | Violino Tzigano/Balocchi e profumi                                                              |
| NP 1430            | 1964 | I Fratellini                                                                                   | Vostok/Little Rock                                                                              |
| NP 1439            | 1964 | Giuseppe Marzari                                                                               | Taxi 047/'O grande sparaballe                                                                   |
| NP 1455            | 1964 | Lalla Ruffo e i Saraceni                                                                       | La casa più bella del mondo/Avevo un ragazzo                                                    |
| NP 1502            | 1965 | Piero Nigido                                                                                   | Miniera/Spazzacamino                                                                            |
| NP 1552            | 1965 | Lalla Ruffo e i Saraceni                                                                       | Tu sei quello/Andiamo a mietere il grano                                                        |
| NP 1577            | 1965 | Franco Trincale                                                                                | La giostra dei milioni/I capelloni                                                              |
| NP 1609            | 1966 | Franco Trincale                                                                                | La mamma di Rosina/Lo baciata che era ancor calda                                               |
| NP 1611            | 1966 | Lalla Ruffo e i Saraceni                                                                       | Il geghegè/Qui ritornerà                                                                        |
| NP 1638            | 1966 | Giuseppe Ricotta                                                                               | La triste fine di una bimba/La triste fine di una bimba (parte 2)/I vicini maliditti            |
| NP 1641            | 1966 | The Pats                                                                                       | Un ragazzo di strada/Perdono                                                                    |
| NP 1642            | 1966 | I Pats                                                                                         | Io ho in mente te/Sognando la California                                                        |
| NP 1643            | 1966 | I Pats                                                                                         | Che colpa abbiamo noi/Paint it black                                                            |
| NP 1645            | 1966 | Franco Trincale                                                                                | Valencia/Valencia (parte 2)                                                                     |
| NP 1651            | 1966 | Rino Arena                                                                                     | Bella/Canzone senza fine                                                                        |
| NP 1692            | 1966 | Franco Trincale                                                                                | Stornelli congiunturali/Stornelli congiunturali (parte 2)                                       |
| NP 1695            | 1966 | Franco Trincale                                                                                | Terroni e polentoni dal dottore/La suocera                                                      |
| NP 1698            | 1966 | Franco Trincale                                                                                | Mi vorrei fare monaca/Tribunale                                                                 |
| NP 1706            | 1966 | I Saraceni                                                                                     | A goder la gioventù/Sei fra gli angeli                                                          |
| NP 1712            | 1967 | Franco Trincale                                                                                | Amore di soldato/Amore di soldato (parte 2)                                                     |
| NP 1763            | 1967 | Franco Trincale                                                                                | Terroni e polentoni in viaggio di nozze/La prima notte                                          |
| NP 1764            | 1967 | I Pats                                                                                         | Estate senza te/Senza luce                                                                      |
| NP 1807            | 1968 | Patrizia Adamoli (sul lato A)/I Baby (sul lato B)                                              | Quarantaquattro gatti/Tre guerrieri indiani                                                     |
| NP 1838            | 1968 | Franco Trincale                                                                                | Terroni e polentoni al mare/Terroni e polentoni al mare (parte 2)                               |
| NP 1841            | 1968 | Graziella Ciao con il complesso di Mario Piovano/Mauro Mauri con il complesso di Mario Piovano | La domenica andando alla messa/La Tragedia di Rino e Rina                                       |
| NP 1842            | 1968 | Mauro Mauri con il complesso di Mario Piovano                                                  | Madama bianca e neira/'l ciocaton                                                               |
| NP 1844            | 1968 | Clem Sacco                                                                                     | Azzurro/Un po' di vino                                                                          |
| NP 1846            | 1968 | Marco                                                                                          | Balla Linda/Il ballo di Simone                                                                  |
| NP 1847            | 1968 | Franco Trincale                                                                                | Padre Pio da Pietrelcina/Padre Pio da Pietrelcina (parte 2)                                     |
| NP 1857            | 1969 | Clem Sacco (sul lato A)/Monica (sul lato B)                                                    | Donna Rosa/Zum zum zum                                                                          |
| NP 1862            | 1969 | Franco Trincale                                                                                | Lettera al papà lontano/La terroncina di papà                                                   |
| NP 1865            | 1969 | Mario Piovano                                                                                  | Campane di Montenevoso/I minatori                                                               |
| NP 1895            | 1969 | Franco Trincale                                                                                | Il ragazzo scomparso a Viareggio/Il ragazzo scomparso a Viareggio (parte 2)                     |
| NP 1906            | 1969 | Franco Trincale                                                                                | Terroni e polentoni al night/Terroni e polentoni al night (parte 2)                             |
| NP 1910            | 1969 | Franco Trincale                                                                                | Il ragazzo scomparso a Viareggio (parte 3)/Il ragazzo scomparso a Viareggio (parte 4)           |
| NP 1919            | 1969 | Franco Trincale                                                                                | Il ragazzo scomparso a Viareggio (parte 5)/Il ragazzo scomparso a Viareggio (parte 6)           |
| NP 1920            | 1969 | Franco Trincale                                                                                | Da Viareggio a Bologna i bambini scomparsi/Da Viareggio a Bologna i bambini scomparsi (parte 2) |
| NP 1925            | 1969 | Clem Sacco (sul lato A)/Tom Sanders (sul lato B)                                               | Una storia d'amore/Far niente                                                                   |
| NP 1947            | 1969 | Franco Trincale                                                                                | L'uomo sulla luna/L'uomo sulla luna(parte 2)                                                    |
| NP 1953            | 1969 | Mirella con il Trio Marino                                                                     | L'orfanella ereditiera/L'orfanella ereditiera (parte 2)                                         |
| NP 1989            | 1969 | Guidone                                                                                        | Una bambola blu/Mezzanotte d'amore                                                              |
| NP 1991            | 1970 | Guidone (sul lato A)/Tom Sanders (sul lato B)                                                  | Se bruciasse la città/Ma chi se ne importa                                                      |
| NP 2018            | 1970 | Guidone                                                                                        | L'arca di Noè/Canzone blu                                                                       |
| NP 2022            | 1970 | Guidone (sul lato A)/Vittorio (sul lato B)                                                     | Fiori bianchi per te/L'amore non è bello...(se non è litigarello)                               |
| NP 2025            | 1970 | Guidone                                                                                        | Viva le donne/Venus                                                                             |
| NP 2026            | 1970 | Franco Trincale                                                                                | La storia di papà Cervi/La storia di papà Cervi (parte 2)                                       |
| NP 2072            | 1970 | I Bats                                                                                         | In The Summertime/Symphaty                                                                      |
| NP 2078            | 1970 | Guidone                                                                                        | Midnight/Fly Me To The Earth                                                                    |
| NP 2079            | 1970 | Franco Trincale                                                                                | L'appuntamento/Il suo volto il suo sorriso                                                      |
| NP 2082            | 1971 | Franco Trincale                                                                                | La monachella/La dosolina                                                                       |
| NP 2094            | 1973 | Mario Piovano                                                                                  | Vorrei baciar Rosetta/Era nato poveretto                                                        |
| NP 2131            | 1973 | Franco Trincale                                                                                | Addio mia bella addio/Oh, Angiolina                                                             |
| NP 2209            | 1978 | 'Nduccio                                                                                       | Sott 'a la capanne/Casetta mi'                                                                  |
| NP 2210            | 1978 | 'Nduccio                                                                                       | Lu Santandonie/Lu setacce                                                                       |
| NP 2213            | 1978 | Romy (sul lato A)/Complesso Safari Sound (sul lato B)                                          | Tarzan/Safari Sound                                                                             |
| NP 2229            | 1978 | Mario Piovano                                                                                  | Tanti auguri/La rugiada                                                                         |
| SP 8146            | 1979 | Albertelli - Vince Tempera - Tofani                                                            | Capitan Harlock/ Space Sound                                                                    |
| NP 2258            | 1988 | Gerardo Carmine Gargiulo                                                                       | A Silvio/Ridi                                                                                   |